# マンダ教

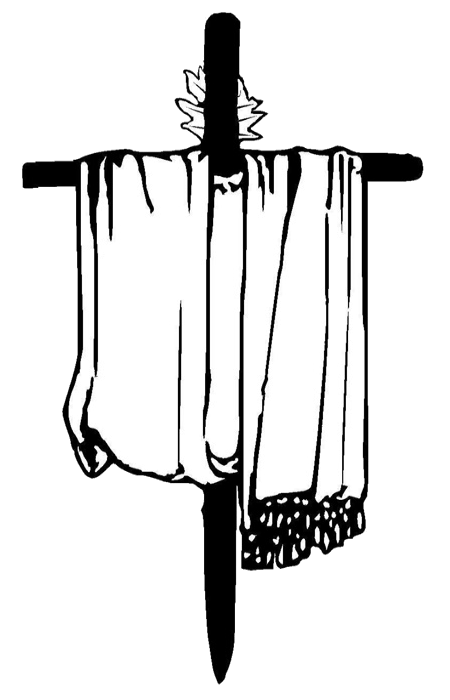
マンダ十字（ドラブシャ）

マンダ教あるいはマンダヤ教（マンダ語: ࡌࡀࡍࡃࡀࡉࡉࡀ）は、グノーシス主義のひとつとされる宗教である。

## 概要
マンダ教徒の使うマンダ語はセム系言語（東アラム語）で、「マンダ（manda）」とはその言語で「知識、認識」を意味する。日常的にはアラビア語を用いているが、宗教文書は全てマンダ語で書かれている。最大の教典は『ギンザー（財宝）・ラバ』と呼ばれるが『ヨハネの書』、典礼集『コラスター』というのも存在する。文書に描かれる象徴画は独特の印象を抱かせるものである。創始者はマンダ教の伝承ではザザイ(Zazai-d-Gawazta:一～二世紀頃）とされる。
イラクの南部に信者が現存し、またアメリカ合衆国やオーストラリアにもコミュニティが存在する。信者数は正確な統計がないが、総計5万から7万人と推定される。現地での信者はイスラム教徒に比べ少数で、報告された数では1977年に15,000人（K・ルドルフ）、1986年に5000人（C・コルベ）、1991年に2000人（上岡弘二）といわれ、厳しい状況下に置かれている。21世紀初頭前後の度重なる戦災により、隣国イラン・フーゼスターン州のカールーン川流域に5千人から1万人が集団移住し、信仰を維持している。マンダ教徒は今日もイラク南部の大湿地帯からアラブ系住民の多いイランのフーゼスターン地方にかけて分布する。現在のイラク情勢に関する文脈で登場するサービア教徒は、おおむねマンダ教徒のことである。
イエス・キリストの先達である洗礼者ヨハネを指導者と仰ぐことから、イエスが洗礼を受けたヨルダン川との繋がりが指摘され、キリスト教の起源に近接したものとして注目されるようになった。日曜日を安息日とする。
ユダヤ教系のグノーシス主義だが、タナハ（いわゆる旧約聖書）の全てを否定する。

## 教義
典型的なグノーシス的二元論で、光の世界の下等神プタヒルが自らを創造主であると錯覚し、闇の世界の助けにより地上と人間を創造したとされる。闇の世界の物質から作られた人間の肉体は闇に属しているが、それだけでは動かなかったため、光の世界に起源を持つ魂がプタヒルにより封入された。これらの所業により、プタヒルは光の世界の最高神から追放を受ける。
天界の水は地上では「活ける水」すなわち流水として流れている。流水による洗礼や信仰儀礼の遵守を生きているうちから行うことによって死後光の世界に帰りやすくなる。その意味で洗礼はキリスト教のように一回限りのものではなく、何度も行うものである。当初の教義では天界の水はヨルダン川に注ぐとされていたが、現代のマンダ教徒はユーフラテス川などをヨルダン川に見立てて洗礼を行う。
アブラハム、モーセ、イエス、ムハンマドを闇の世界から送られた偽の預言者とみなし、人類最初の人間であるアダムとエヴァは同時に誕生したとする。最高神の命を受けたアベル、セト、エノス、洗礼者ヨハネが真実を伝えようとしていたとする。またエジプトでモーセを迫害したファラオを正義の王とする。イスラーム支配下に置かれた後は、啓典の民としての体裁を整えるために、洗礼者ヨハネを教祖に位置付けているが、おそらく史実ではない。マンダ教自身が安全保障上の理由でサービア教徒を自称したか、もしくはイスラーム側の誤解によっていつしかサービア教徒と見なされるにいたった。中世のビールーニーの著作のひとつではマンダ教徒をサービア教徒と見なしている。
死後の魂は、第3位の神アバトゥルの審判を受け、認められると光の世界に帰ることができる。世界の終末には、エノスがイエスと対決して打ち破り、地上と惑星は地獄に落ちて世界が浄化される。

## 画像

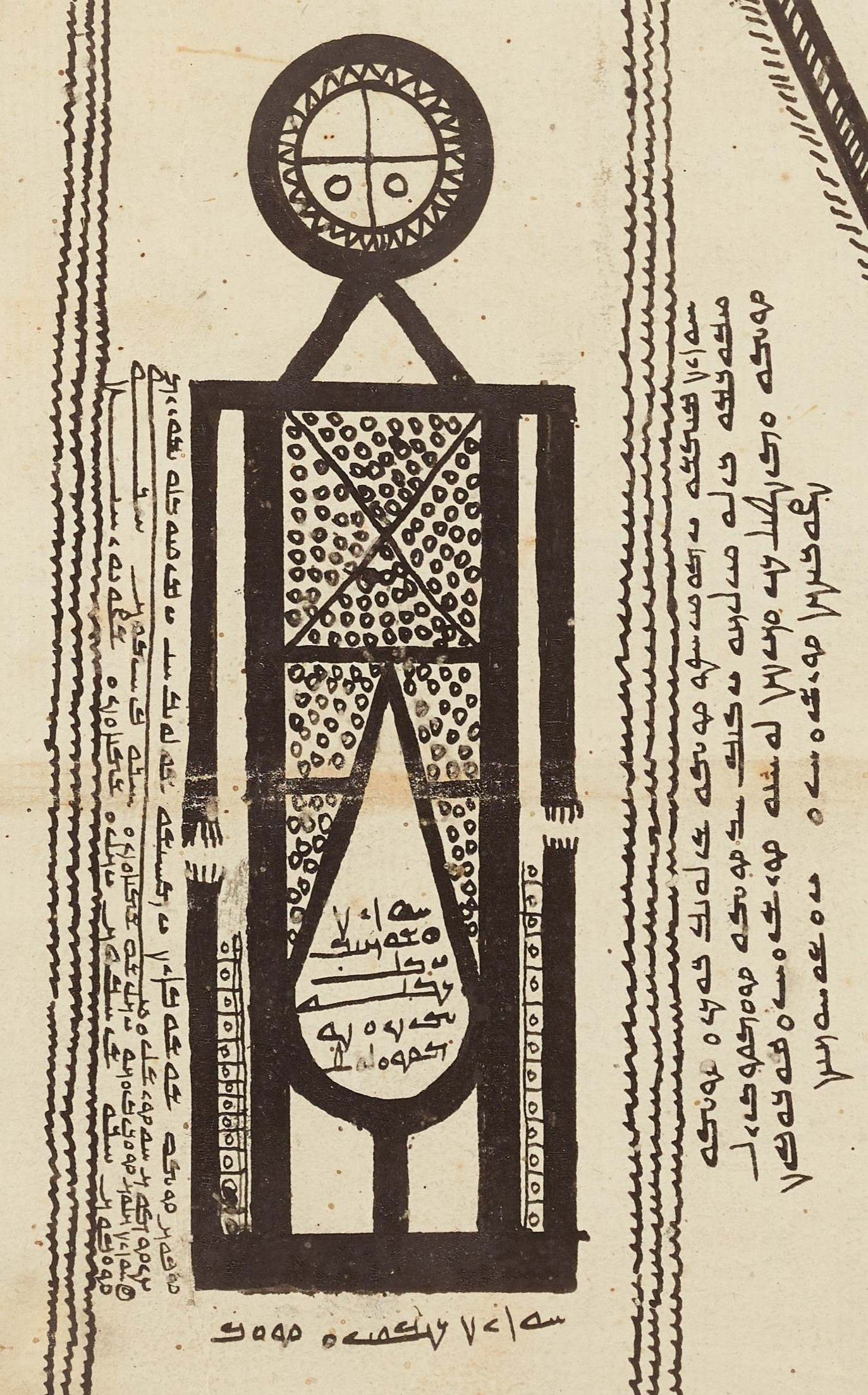
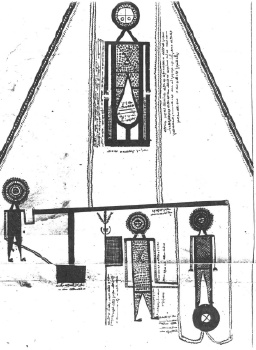
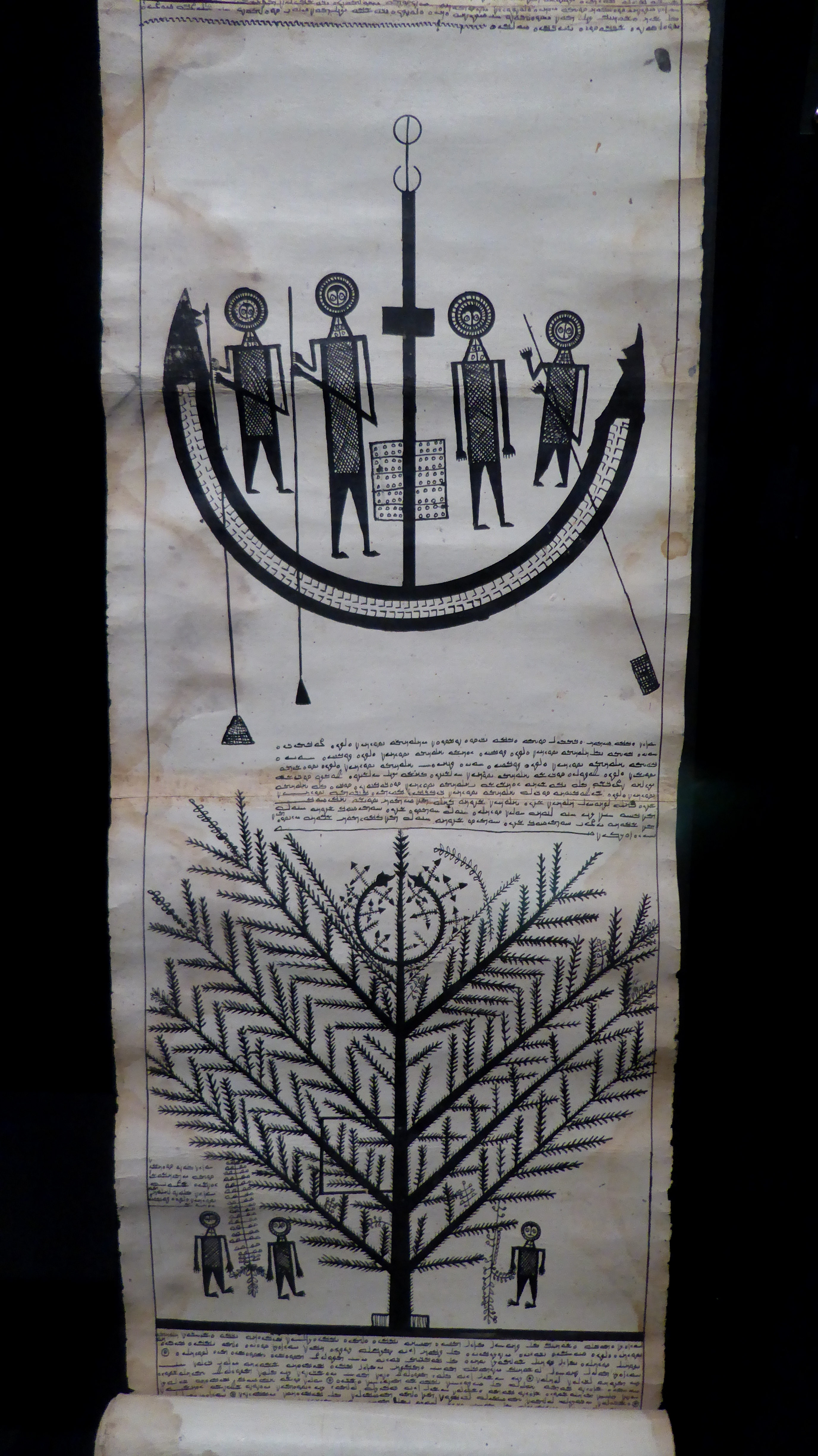

## 用語
- ルーハー